# Vittorio Amedeo Seyssel marchese di Aix
Vittorio Amedeo de Seyssel marchese di Sommariva del Bosco e marchese di Aix (Torino, 29 dicembre 1679 – Chambéry, 16 gennaio 1754) è stato un generale italiano.

## Biografia
Nacque a Torino il 29 dicembre 1679, figlio di Sigismondo. Intraprese giovanissimo la carriera militare, e secondo l'autore Anthonioz avrebbe partecipato alla campagna militare del 1690 contro la Francia. Entrato in servizio nel Reggimento di Savoia, nel marzo 1705, con il grado di capitano, effettuò un disperato tentativo di portare soccorso alla Rocca di Verrua durante il quale fu fatto prigioniero per venire rilasciato poco tempo dopo, in uno dei frequenti scambi di prigionieri che contraddistinguevano i rapporti fra avversari in quell'epoca.
Il 12 giugno del 1706, mentre nel corso dell'assedio francese di Torino difendeva le fortificazioni esterne della cittadella, rimase ferito tre volte. Il 28 novembre 1710 sposò a Torino la signorina Enrichetta dal Pozzo della Cisterna, dalla quale ebbe molti figli. Nel 1709, promosso colonnello, assunse il comando del Reggimento di Savoia e nel 1723 fu promosso generale di battaglia.
Nel 1725 venne inviato a Londra in qualità di ambasciatore, rimanendo nella capitale britannica sino al 1729 quando venne sostituito da Giuseppe Ossorio. Entrato in rapporti, per incarico della corte di Torino, con Alberto Radicati di Passerano (1728) egli tentò, invano di convincerlo a ritornare in Patria. Il 16 settembre 1729 fu nominato comandante della 1ª Compagnia Arcieri Guardie del Corpo del Re. Il 27 settembre dello stesso anno partecipò al consiglio che decise l'arresto di Vittorio Amedeo II. Nel 1731 fu promosso maresciallo di campo e il 20 settembre dello stesso anno assunse l'incarico di governatore della cittadella di Torino. Nel 1732 lasciava il comando delle Guardie del Corpo del Re.
Nell'ottobre 1733, all'inizio della guerra con l'Austria, avanzò deciso su Pavia occupandola il 31 ottobre. Partecipò alla battaglie di Parma e Guastalla e poi ricoprì poi l'incarico di governatore di Cremona (occupata nel dicembre) e quindi di Milano. Il 14 settembre 1736 successe al conte Maffei nella carica di gran mastro dell'artiglieria, e il 19 marzo 1737 fu insignito del Collare dell'Ordine supremo della Santissima Annunziata.
Nel 1742, all'inizio della guerra di successione austriaca, prese parte dapprima agli assedi di Modena e Mirandola, e poi di assunse il comando dell'esercito di re Carlo Emanuele III operante in Savoia e pose il suo quartiere generale a Sampeyre. In quell'anno respinse a Casteldelfino un assalto portato dell'esercito franco-spagnolo al comando dal marchese de La Mina, costringendo il nemico alla ritirata. Il 23 gennaio 1744 fu elevato al rango di luogotenente generale comandante la fanteria del Regno di Sardegna, e fu primo consigliere di Carlo Emanuele III nella battaglia di Madonna dell'Olmo avvenuta il 30 settembre del 1744.  Dopo l'abbandono da parte del nemico dell'assedio di Cuneo, il re rientrò a Torino, e lui assunse il comando dell'esercito sul campo.   Partecipò alla campagna militare del 1745, e all'inizio dei quella del 1746. Nel corso del 1749 divenne governatore della città e della provincia di Torino. Si ritirò quindi a vita privata a Chambéry dove si spense il 16 febbraio 1754.

### Annotazioni
1. ↑  La sua corrispondenza è conservata nell'Archivio di Stato di Torino, Lettere ministri, Londra, mazzi 34-37.

### Fonti
1. 1 2 3 4 5 6 7 8  https://www.treccani.it/enciclopedia/vittorio-amedeo-seyssel-marchese-di-aix_(Dizionario-Biografico)/.
2. 1 2 3 4 5 6 7 8 9 10 11  Baliatodaicoi.
3. ↑  Anthonioz 1912, p. 251.
4. 1 2 3 4  Stefani 1855, p. 55.